# ニルス・ブロメール
ニルス・ブロメール（Nils Johan Olsson Blommér。1816年6月12日 - 1853年2月1日）は、スウェーデンの画家である。

## 略歴
スコーネ県の村で生まれた。ルンドで見習いを始めて20歳から肖像画を描くようになり、幾許かの成功を収めた。1839年に蓄えた資金でストックホルムへ転居。ストックホルムでは「ブロメール(Blommér)」と名乗るようになり、スウェーデン王立美術院に入学した。アカデミーの賞を数回獲得した後、1847年に外国留学の給費金を受け、パリ滞在の後イタリアへ向かう。1852年11月、イタリアで同じく画家である Edla Gustafva Jansson と結婚。しかし間も無く胸の疾病に感染し、1853年2月1日ローマにて36歳の若さで死去した。
ブロメールの最も有名な作品は北欧神話と伝承に基づいたものである。その中には『Älfdrömmen（草原のエルフたち）』、『Sommarnattsdrömmen』、『Näcken och Ägirs döttrar』、『Brage och Iduna』、『Freja』、『Loke och Sigyn』、そして『Älfvor』などがある。

## ギャラリー

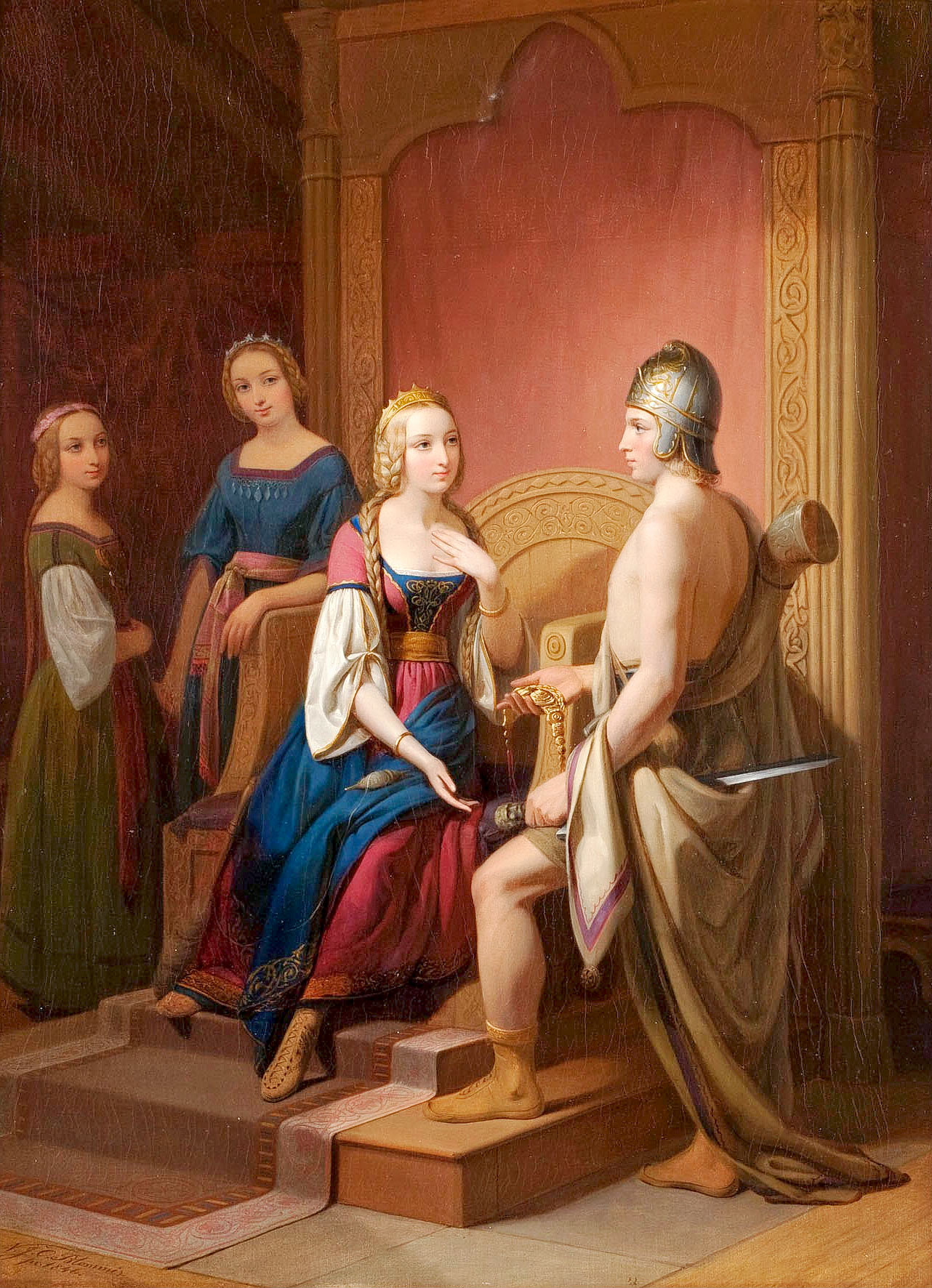
ブリーシンガメンを ヘイムダルに渡すフレイヤ
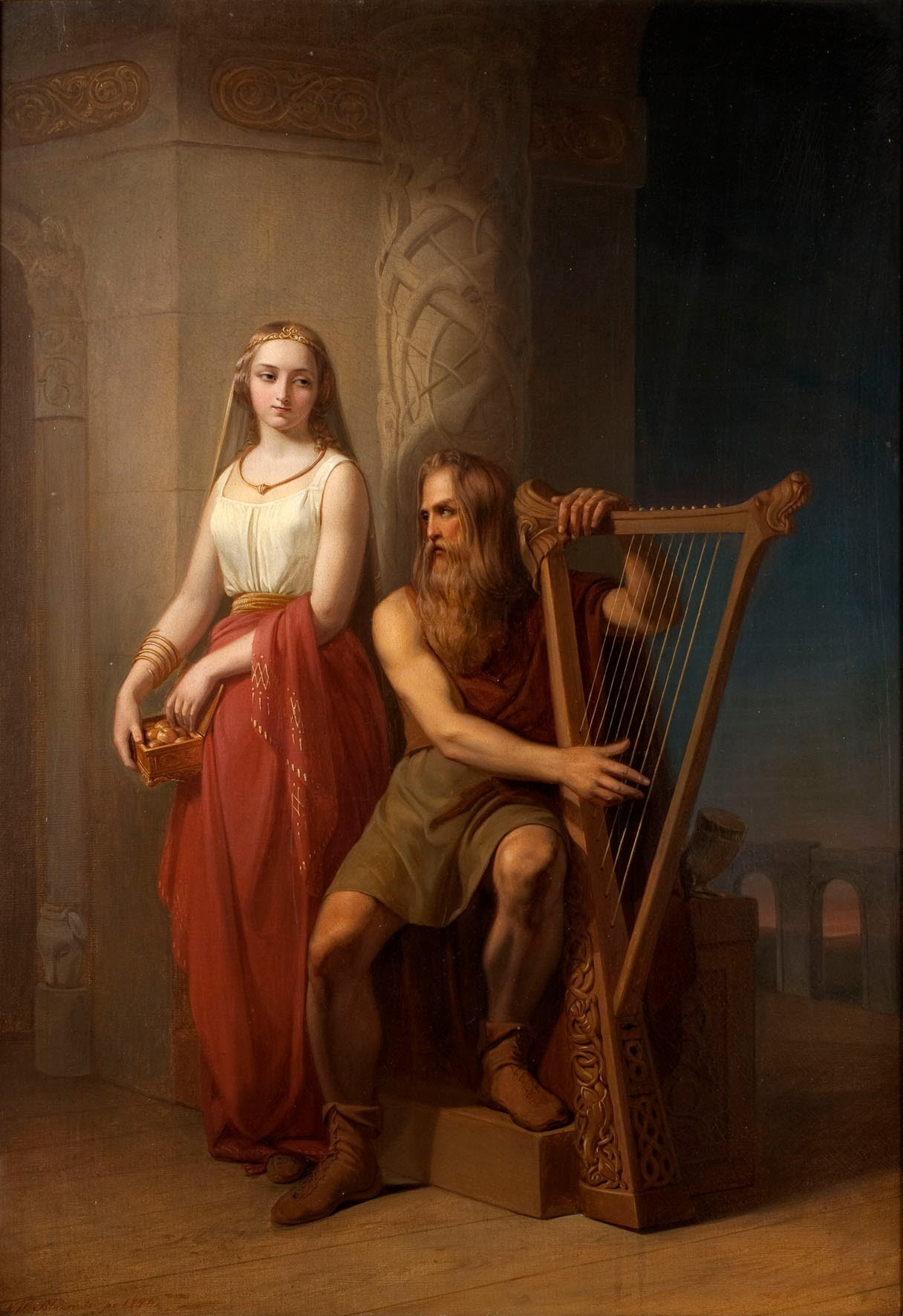
ブラギとその妻イズン(Brage och Iduna)

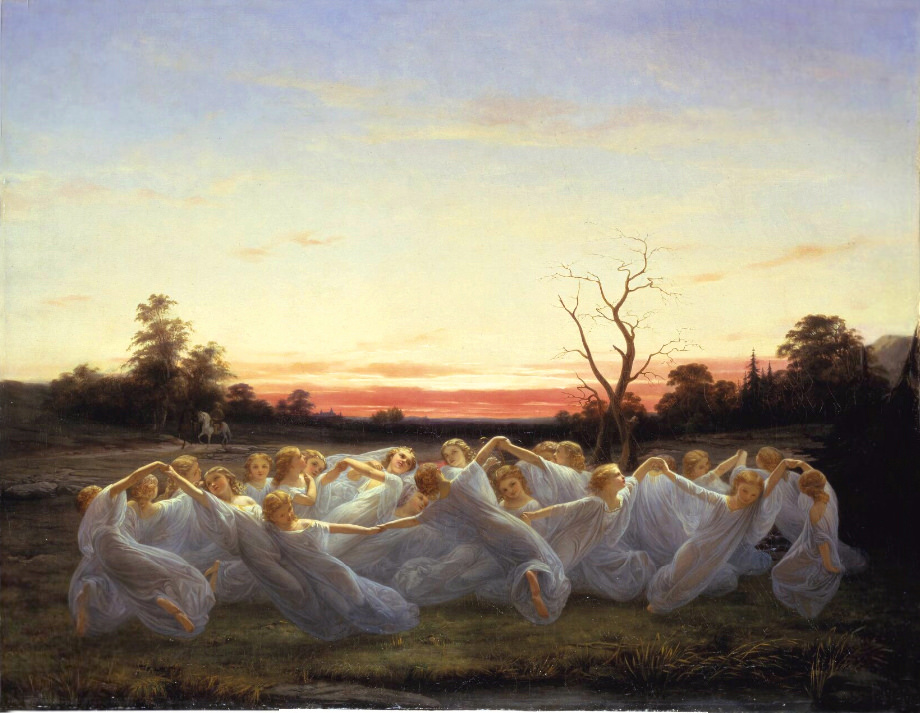
Ängsälvor（草原のエルフたち）、1850年
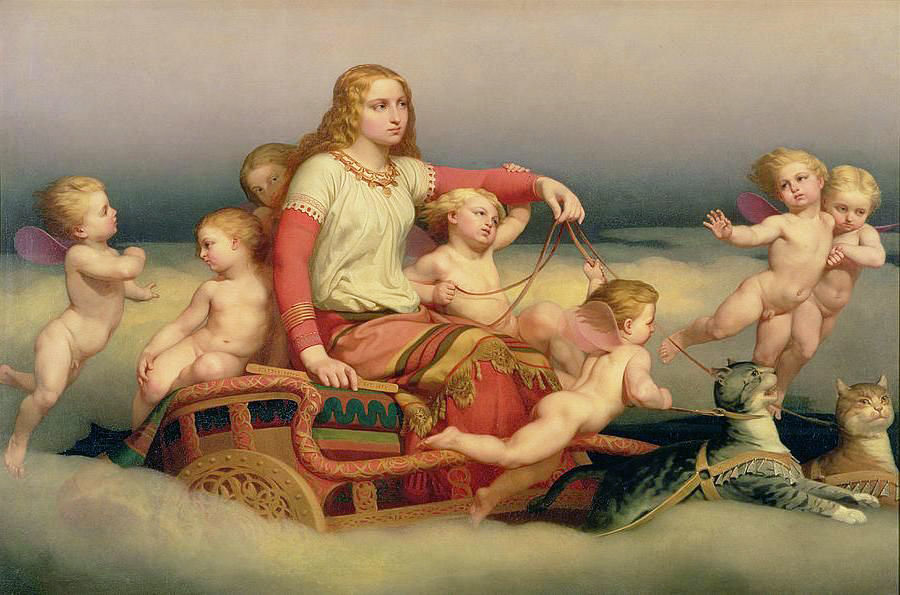
Freja
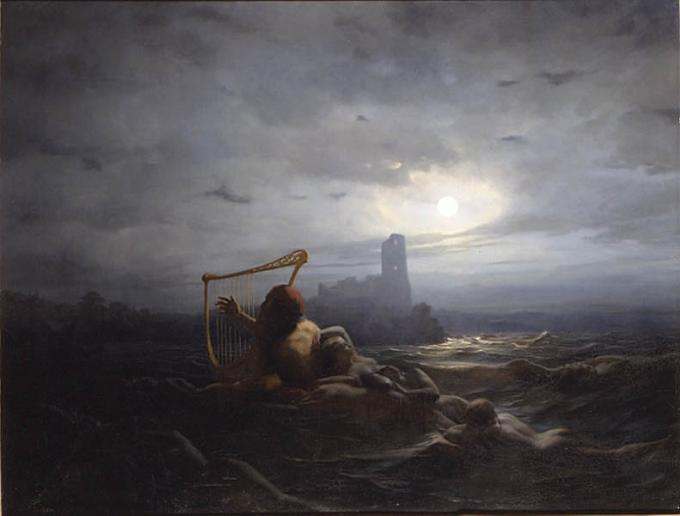
ノッケンとエーギルの娘たち